# Królestwo Fidżi
Królestwo Fidżi – państwo istniejące w latach 1871–1874 na terenie Fidżi, będące monarchią konstytucyjną, powstałe w wyniku zjednoczenia archipelagu pod wodzą Ratu Seru Epenisa Cakobau, który miał na celu scentralizowanie wcześniej utworzonej konfederacji plemiennej, stolicą była Levuka. Pod kontrolą Europejczyków udało się powołać rząd narodowy. W obawie zagrożeń ze strony sąsiednich plemion oraz Tongijczyków władca poprosił Wielką Brytanię o ochronę, a Fidżi stało się kolonią brytyjską 10 października 1874.